# Grauanthus
Grauanthus är ett släkte av korgblommiga växter. Grauanthus ingår i familjen korgblommiga växter.
Kladogram enligt Catalogue of Life:
| Grauanthus | \| \| Grauanthus linearifolius \| \| \| \| \| \| Grauanthus parviflorus \| \| \| \| |
|            | \| \| Grauanthus linearifolius \| \| \| \| \| \| Grauanthus parviflorus \| \| \| \| |
|            | Grauanthus linearifolius                                                            |
|            |                                                                                     |
|            | Grauanthus parviflorus                                                              |
|            |                                                                                     |